# James Gentle
James Cuthbert Gentle (Brookline, 21 luglio 1904 – Filadelfia, 22 maggio 1986) è stato un calciatore statunitense, di ruolo difensore.

## Carriera
Prese parte ai mondiali del 1930 con la Nazionale statunitense.
Vinse la medaglia di bronzo in Hockey su prato ai Giochi della X Olimpiade.